# Fontes de Alegrete
As  Fontes de Alegrete localizam-se na freguesia de Alegrete, Município de Portalegre, no Distrito de Portalegre, em Portugal.

## História
Na freguesia erguem-se sete fontanários, entre os quais se destacam:
- Fonte dos Carvoeiros[1]
- Fonte em Baixo - junto à ribeira do Caia, foi erguido em pedra e recentemente restaurado;
- Fonte Nova - junto à ribeira de Ninho de Açor, erguido em pedra, também foi recentemente restaurado;
- Fonte da Praça - no Largo da Praça, de traça simples, possui uma base rectangular e é rematado por um frontão redondo, semelhante ao existente nas casas de habitação. De salientar que é a único que possui iluminação, fato que poderá estar relacionado com a importância do local onde se encontra.
- Fonte da Carreira, na Rua Trincheira da Carreira, é datado de 1906. Apresenta dois nichos em forma de arco ogival com portas, que ladeiam a fonte de granito.

A vila possui ainda a Fonte do Outeiro e a Fonte da Bica.